# Hajdu János (rendőrtiszt)
Hajdu János (1965. június 24. – ) 2013. március 15-i hatállyal rendőr vezérőrnagy, 2021-től rendőr altábornagy, korábban Orbán Viktor főtestőre és a Fidesz biztonsági igazgatója, 2010-től a Terrorelhárítási Központ (TEK) főigazgatója.

## Élete
A Bajáki Ferenc Szakközépiskolába járt, a gyakorlati órákat a Csepel Művekben töltötte. 1979-ben kezdett karatézni. Besorozását követően az alapkiképzés után rögtön kiképző tisztes, ezután közel két évtizedig fegyveres testületeknél szolgált.
Hajdu János a rendszerváltást követően a rendőrség terrorelhárítási egységeinél szolgált. 1991-ben részt vett egy egy hónapos kiképzésen az Egyesült Államokban. Az ORFK Szervezett Bűnözés Elleni Szolgálatának, majd jogutódjának, az 1996. szeptember 1-jével létrehozott, két évet megért Központi Bűnüldözési Igazgatóságnak (KBI), és ennek jogutódjánál, a Szervezett Bűnözés Elleni Igazgatóságnak a bevetési osztályán dolgozott; 1999-ben megbízott parancsnoka lett. Kommandósként tizennégy év alatt közel ezer éles akcióban vett részt, társaival összesen kétezer bűnözőt fogott el.
Egy ellene indult, felmentéssel végződött vizsgálat után – a vád szerint 2002 júliusában szükségtelenül erőszakoskodott egy gyanúsítottal, a 2002-es kormányváltást követően leszerelt. Erről egy 2008-as interjújában úgy nyilatkozott, soha többet nem tér vissza a rendőrséghez.
Leszerelése után egy volt kommandósokból álló biztonsági csapat élén Orbán Viktor védelmét, illetve a Fidesz biztonsági igazgatójának szerepét látta el civilként több mint 7 éven át.
A második Orbán-kormány 2010-es megalakulásával világossá vált, hogy Orbán nem kér a Köztársasági Őrezred védelméből. Pintér Sándor belügyminiszter 2010. június 21-én Hajdú Jánost kinevezte a miniszterelnök és a köztársasági elnök védelmét is ellátó Terrorelhárítási Központ létrehozásával kapcsolatos feladatok miniszteri biztosának. Főigazgatói megbízását, valamint a TEK alapító okiratát pedig a 2010. szeptember 1-jei alakuló állománygyűlésen kapta meg. Szeptember 1-jei hatállyal elő is léptették rendőr dandártábornokká. A TEK első embereként Hajdú János vezeti a Terrorellenes Koordinációs Bizottságot, amely a kormánytagokból álló Nemzetbiztonsági Kabinetnek dolgozik alá. A bizottságban helyet kapnak a polgári és katonai titkosszolgálatok, az ORFK, a Nemzeti Adó- és Vámhivatal, a Szervezett Bűnözés Elleni Koordinációs Központ, valamint a Bevándorlási és Állampolgársági Hivatal képviselői.